# CD154
CD154, также лиганд CD40, CD40L, или TNFSF5 (англ. Tumor necrosis factor ligand superfamily member 5) — цитокин семейства факторов некроза опухоли, в основном, локализующийся на активированных T-лимфоцитах. Лиганд рецептора CD40, экспрессируемого на антигенпредставляющих клетках, а также B-лимфоцитах. Продукт гена человека CD40LG. 

## Функции

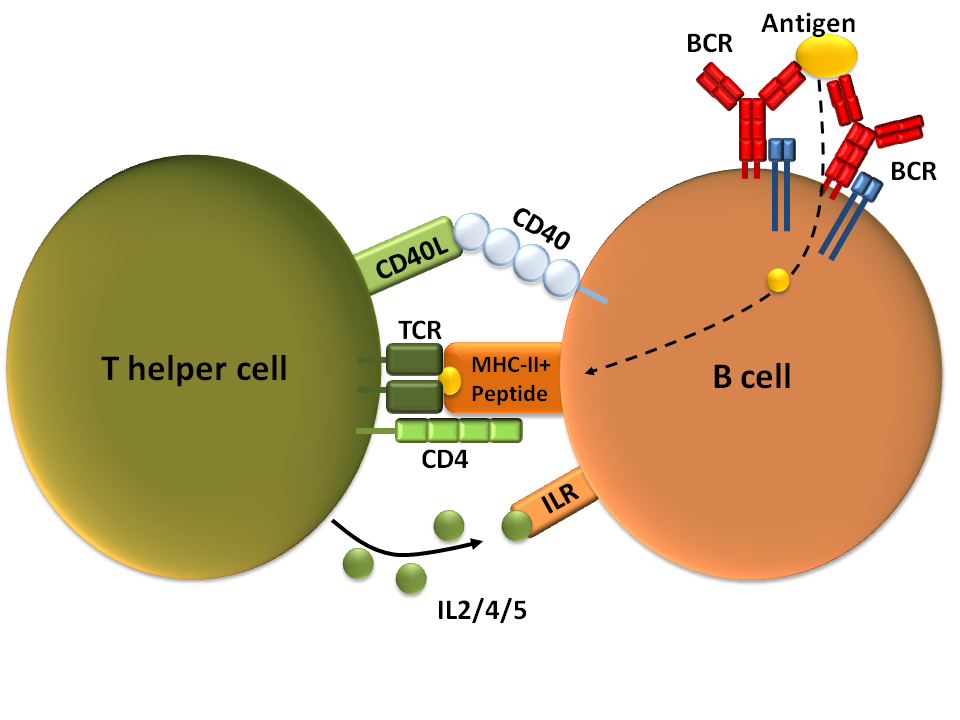
T-лимфоцит-зависимая активация B-лимфоцитов. Показаны: TH2 клетки (слева), B-клетки (справа) и молекулы, участвующие в межклеточном взаимодействии. Цитокин CD40L T-хелпера взаимодействует с рецептором CD40 на поверхности B-клетки.

TNFSF5 (чаще обозначается как CD40L) входит в многочисленное семейство факторов некроза опухоли (TNF). CD40L играет роль костимулирующей молекулы и индуцирует активацию антигенпредставляющих клеток в процессе стимуляции Т-клеточного рецептора молекулами главного комплекса гистосовместимости, расположенными на антигенпредставляющих клетках. Взаимодействует с CD40 и интегринами α5β1 (VLA-5) и αIIbβ3 (гликопротеин IIb/IIIa).
CD154 экспрессирован на T-лимфоцитах. Белок регулирует функции B-лимфоцитов, взаимодействуя с CD40 на поверхности B-клеток. 

## Структура
Белок существует в двух формах: мембрано-связанной и растворимой. Мембрано-связанная форма состоит из 261 аминокислот, молекулярная масса — 29,3 кДа. Отщепление N-концевого фрагмента (112 аминокислот) высвобождает белок в среду. Содержит 1 участок N-гликозолирования и одну внутримолекулярную дисульфидную связь.
Является гомотримером.

## Патология
Нарушения гена приводят к неспособности к переключения классов иммуноглобулинов и связаны с синдромом высокого IgM.